# Brezno-Halny
Brezno-Halny – przystanek kolejowy znajdujący się w mieście Brezno, w kraju bańskobystrzyckim, na linii kolejowej 172 Banská Bystrica – Červená Skala, na Słowacji.